# Сомалийский голубь
Сомалийский голубь 
(лат. Columba oliviae) — вид птиц из семейства голубиных (Columbidae). Эндемик северной части Сомали.

## Описание
Питаются семенами, зерном и ягодами.
Так как вид практически не исследовался, состояние популяции остается неизвестным. Тем не менее, считается, что он относительно редок. МСОП отмечает возможную опасность для вида, исходящую от крапчатого голубя (Columba guinea).